# Cladocarpus pegmatis
Cladocarpus pegmatis är en nässeldjursart som beskrevs av Wilfrid Arthur Millard 1980. Cladocarpus pegmatis ingår i släktet Cladocarpus och familjen Aglaopheniidae. Inga underarter finns listade i Catalogue of Life.